# 榆树台站 (沈抚城际铁路)
榆树台站，位于中华人民共和国辽宁省沈阳市浑南区浑河站东街道，是沈抚城际铁路上的火车站，建于1909年，由沈阳铁路局管辖。
车站设有6条股道，Ⅰ、Ⅱ道为城际线，外包一座岛式站台，并被苏抚正线Ⅲ、Ⅳ道外包；Ⅳ道南侧为两条长355米的到发线。

## 車站周邊
- 浑河站中心小学
- 沈阳市志成中学

## 歷史
- 建于1909年。